# Arraona

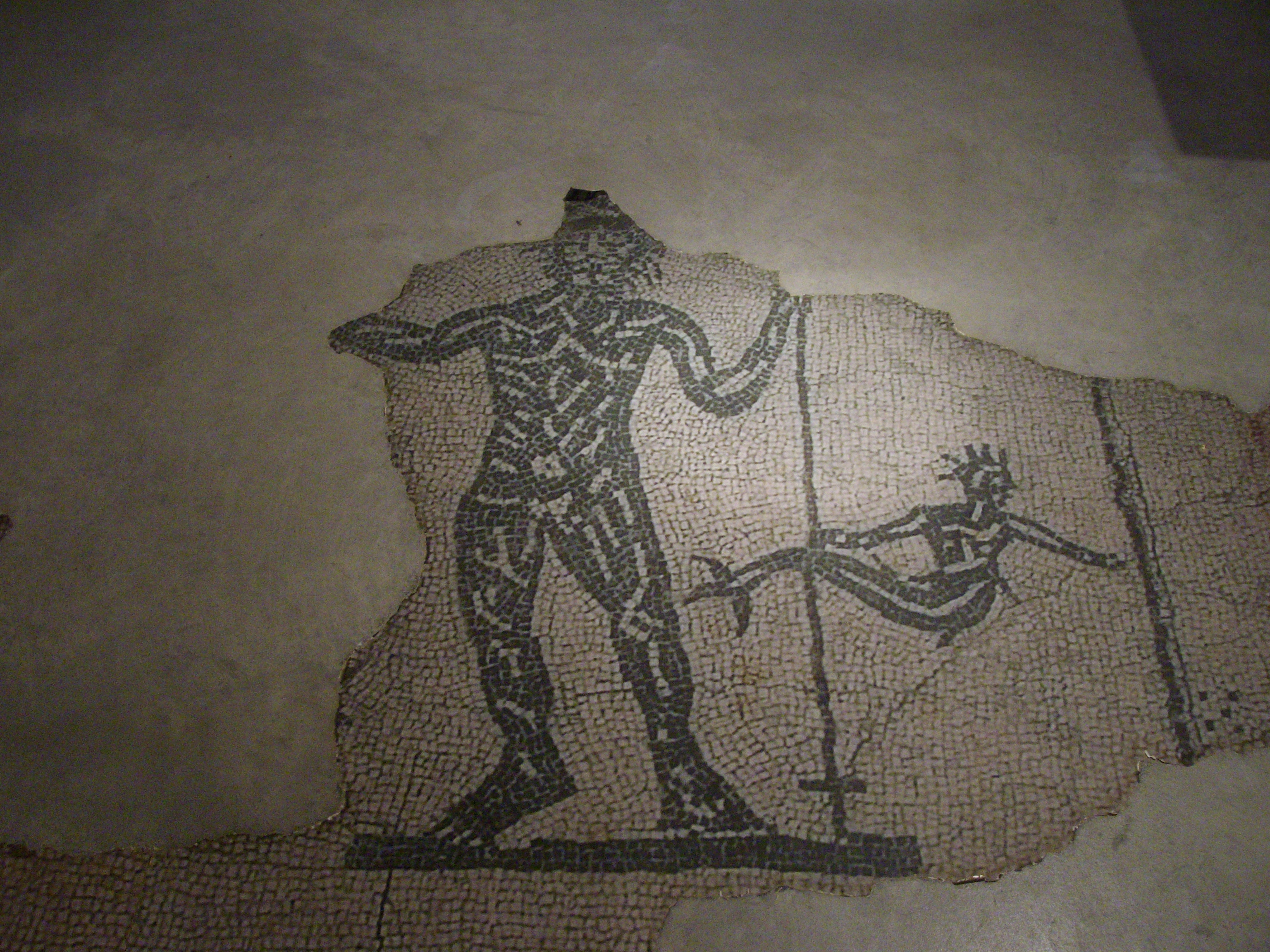
Imatge del mosaic del déu Neptú i una tritonessa en el terra de l'ermita de Sant Iscle i Santa Victòria

Arraona (escrit antigament Arrahona) és un jaciment arqueològic d'època romana, no anterior a la primera meitat del segle i aC, situat a l'actual barri de la Salut de Sabadell (Vallès Occidental), declarat bé cultural d'interès local. Es va descobrir a principi de segle xx.
El topònim d'Arraona ha perdurat durant segles i se cita per primera vegada en l'itinerari de Cadis a Roma en un dels vasos Apol·linars trobats en les termes de Vicarello a Itàlia.
Era una vil·la romana coneguda en llatí com a Arragonem o Arragona establerta al cim de la serra de Sant Iscle, a l'indret de l'actual Santuari de la Mare de Déu de la Salut, situat a l'esquerra del riu Ripoll i a l'entitat de població de la Salut. Fou citada als itineraris romans, ja que antigament la Via Augusta havia passat pel Vallès i, per tant era un lloc transitat. Hi ha restes de la natatio (piscina) de les instal·lacions termals. Es va trobar un mosaic on apareixia una dona (tritonessa) fent el seguici del déu Neptú.
Hi aparegueren restes d'objectes de ceràmica com àmfores, doliums, tegulae, etc., així com pedres treballades i indicis de parets. Sota la direcció de Joan Vila Cinca la primera etapa d'excavacions es va fer durant els anys 1912-1916. A aquesta hi seguiren dues més 1931-1935 i la darrera el 1948-1949, sota la direcció de Vicenç Renom. El material trobat es conserva al Museu Arqueològic de Barcelona i al Museu d'Història de Sabadell. El jaciment consta de tres períodes: Ibèric, romà i medieval.
No es considera que el jaciment d'Arraona fos la base de l'actual Sabadell.